# Scotorepens
Scotorepens é um gênero de morcegos da família Vespertilionidae, encontrado na Austrália, Nova Guiné e Timor. Era incluído no gênero Nycticeius, entretanto, foi elevado a gênero distinto por Kitchener e Caputi (1985) e Volleth e Tidemann (1991).

## Espécies
- Scotorepens balstoni (Thomas, 1906)
- Scotorepens greyii (J. E. Gray, 1843)
- Scotorepens orion (Troughton, 1937)
- Scotorepens sanborni (Troughton, 1937)